# Wjoksa (Wotscha)
Die Wjoksa (russisch Вёкса) bildet den Abfluss des Tschuchlomasees im Einzugsgebiet der Kostroma in der russischen Oblast Kostroma.
Die Wjoksa verlässt den auf den Galitscher Höhen gelegenen Tschuchlomasee an dessen Nordwestufer. Sie schlängelt sich durch die sumpfige Waldlandschaft in überwiegend nordwestlicher Richtung. Schließlich vereinigt sie sich bei Korownowo mit der von rechts kommenden und wasserreicheren Wotscha. 
Es gibt unterschiedliche Angaben, welchem der beiden Flüsse der 8,9 km lange Flussabschnitt unterhalb von Korownowo bis zur Mündung in das linke Flussufer der Kostroma zugeordnet wird.
Die Wjoksa hat bis zur Vereinigung mit der Wotscha eine Länge von 34 km. Das Einzugsgebiet des Wjoksa-Wotscha-Flusssystems umfasst 1360 km².
Ortschaften am Flusslauf der Wjoksa sind Fjodorowskoje und Losewo. 